# 岩田平作
岩田 平作（いわた へいさく、文政11年（1828年） - 1902年（明治35年）5月26日）は、日本の武士・幕臣・明治期の海軍技官。

## 経歴
浦賀奉行所組同心から下士官要員として長崎海軍伝習所一期生に選ばれ、帆前運用を学んだ。軍艦操練所教授方となり、慶応2年（1866年）に宝蔵番格から、小十人格軍艦組に進んだ。慶応3年（1867年）に小野友五郎に従い、渡米。ストーンウォール号を日本まで回航した。その後、咸臨丸艦長を務めた。
戊辰戦争には加わらず、維新後、明治3年（1870年）に民部省准十三等出仕として武蔵艦乗組を命じられた。翌明治4年（1871年）には工部省准十三等出仕として横須賀製鉄所勤務となり、同年には造船少師となった。海軍移管後、明治5年（1872年）に主船少師、製帆製鋼掛兼水夫支配として横須賀造船所に勤務している。明治6年（1873年）に主船中師、明治7年（1874年）に主船大師、明治10年（1877年）に海軍一等師に進み、明治17年（1884年）に造船課主幹心得、明治18年（1885年）に知港事属僚兼任となったが、同年病気のため休職。明治19年（1886年）2月、非職を命じられ、明治22年（1889年）に退官した。
明治24年（1891年）、愛宕山公園に建てられた中島三郎助招魂碑にも、発起人の一人として名が刻まれている。

## 親族
- 養嗣子 岩田武弥太（旧姓・中里、海軍造船中監）[2]